# دائرة يوغان
دائرة يوغان هي إحدى الدوائر الخمس في الإدارة الغربية في هايتي، يبلغ عدد سكانها 300,986 في إحصائيات أغسطس 2003، تتبعها ثلاثة بلديات، ورمزها البريدي يبدأ بالرقم 62.